# Jan Peters (engenheira)
Jan Peters MBE é uma engenheira, consultora e defensora da diversidade em STEM de nacionalidade britânica. De 2008 a 2010, Peters foi presidente da Women's Engineering Society.
Peters fundou a consultoria educacional Katalytik em 2004. Ela trabalhou com organizações como a Royal Society, onde foi gerente de igualdade e diversidade, a University College London Engineering e a HESTEM.
Peters foi condecorada com a Ordem do Império Britânico nas Honras de Ano Novo de 2017. No mesmo ano, ela também recebeu um doutoramento honorário da Bournemouth University.
Em 2018, Peters co-fundou a Mission Reignition, uma organização com o objectivo de criar um centro de ciências em Christchurch.